# 杰拉尔德·福特总统图书馆
杰拉尔德·福特总统图书馆（Gerald R. Ford Presidential Library）位于美国密歇根州安娜堡密歇根大学北校区，是第38任美国总统杰拉尔德·福特的总统图书馆，由国家档案和记录管理局管理。
杰拉尔德·福特总统图书馆于1979年1月15日开工建造，1981年4月27日揭幕，造价430万美元。